# Seed & Flower
Seed & Flower合同会社（シードアンドフラワー、英: Seed & Flower LLC）は、日本の芸能プロダクション。

## 概要
ソニー・ミュージックエンタテインメントの完全子会社ソニー・ミュージックレーベルズと作詞家の秋元康の実弟、秋元伸介が代表取締役を務めるY&N Brothersが共同で出資しており、会社法上の代表者（代表社員）は両法人である。ソニー・ミュージックレーベルズの今野義雄と秋元伸介が、職務執行者として、同社の経営を主導している。
当初の商号は「Dog House合同会社」で、秋元康がプロデュースするThinking Dogsの所属先であった。2016年8月、現在の商号に変更され、秋元康がプロデュースする欅坂46とけやき坂46の活動母体となった（現在はそれぞれ櫻坂46、日向坂46に改名）。両グループのメンバーのほか、同グループを卒業後、芸能活動を継続する一部の元メンバーが所属している（詳しくは後述）。

## 沿革
2016年
- 2月1日 - Dog House合同会社設立。
- 2月4日 - 法人番号指定。
- 8月2日 - Dog House合同会社からSeed & Flower合同会社に商号変更。

## 所属タレント
- 櫻坂46[4]
- 日向坂46[5]
- 加藤史帆[6]
- 丹生明里[7]
- 佐々木久美[8]

## 過去の所属タレント
- 平手友梨奈 - NAECO（HYBE JAPAN傘下）[9]を経て現在はクラウドナインに所属[10]。
- 菅井友香 - 現在はトップコートに所属[11]。
- Thinking Dogs[12][13]  - 2024年解散。
- 渡邉理佐 - 2025年2月28日をもって退所[14]。
- 長濱ねる - 現在はフラームに所属[15]。

## 労働環境
2019年12月、契約タレントやスタッフが深夜まで働くような状況が見受けられたことを受け、その労働環境を改善するため、18歳未満および中学生未満の労働時間制限ルールの運用の徹底などについて、労働組合である総合サポートユニオンと合意することとなった。

## 商標登録
商標「Ｓｅｅｄ＆Ｆｌｏｗｅｒ」は親会社のソニー・ミュージックレーベルズが保有している（登録番号は第5906510号。区分は、第9類（電気制御用の機械器具）、第25類（服、履物）、第41類（教育、娯楽、スポーツ、文化）の3区分）。